# Omayra Sánchez

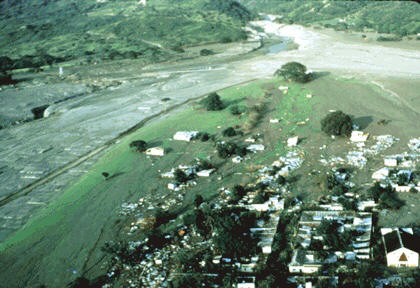
Armero después de ser sepultado por lahares provenientes del Nevado Del Ruiz

Omayra Sánchez Garzón (Colombia, 28 de agosto de 1972 - Armero, 16 de noviembre de 1985) fue una niña colombiana de 13 años que murió víctima de la erupción del volcán Nevado del Ruiz en 1985. Adquirió reconocimiento mundial al estar tres días atrapada entre el lodo y restos de su propia casa, mientras las cámaras de televisión transmitían incesantemente sus últimas horas de vida. En el sitio donde padeció su agonía hay un cartel de la Fundación Armando Armero, que forma parte del Centro de Interpretación de la Memoria y la Tragedia de Armero.
Después de que un lahar demoliese su casa, quedó atrapada bajo los escombros sostenida por el brazo de su tía ya fallecida, permaneciendo en medio del lodo durante tres días. Su valentía y dignidad conmovió a los periodistas y socorristas, quienes pusieron gran empeño en reconfortarla. Después de sesenta horas de lucha, murió, probablemente como resultado de la gangrena o hipotermia. Su muerte puso de relieve la incapacidad de los funcionarios para responder correctamente a la amenaza del volcán, en contraste con los esfuerzos de los voluntarios de rescate y los trabajadores por llegar y atender a las víctimas atrapadas, a pesar de los inadecuados suministros y equipos.
Una fotografía suya tomada por el periodista Frank Fournier poco antes de su muerte fue publicada en medios de prensa de todo el mundo. Posteriormente la foto fue designada como foto del año (World Press Photo of the Year) de 1986. Omayra se ha mantenido como una figura en la cultura y religiosidad popular, recordada a través de la música, la literatura y artículos conmemorativos.

## Trasfondo
El 13 de noviembre de 1985, el volcán Nevado del Ruiz entró en erupción. A las 21:09, flujos piroclásticos emitidos por el cráter del volcán fundieron cerca del 10 % del glaciar de la montaña, enviando cuatro lahares —flujos de lodo, tierra y escombros, producto de la actividad volcánica— que descendieron por las laderas del Nevado a 60 km/h. Los lahares aumentaron su velocidad en los barrancos y se encaminaron hacia los cauces de los seis ríos que nacían en el volcán. La población de Armero, ubicada a poco menos de 50 km del volcán, fue golpeada por dichos lahares, falleciendo más de 20 000 de sus 29 000 habitantes; los pulsos debilitaron los edificios. Otro lahar mató a 1800 personas en las cercanías de Chinchiná. En total 23 000 personas murieron y 13 pueblos además de Armero fueron destruidos.

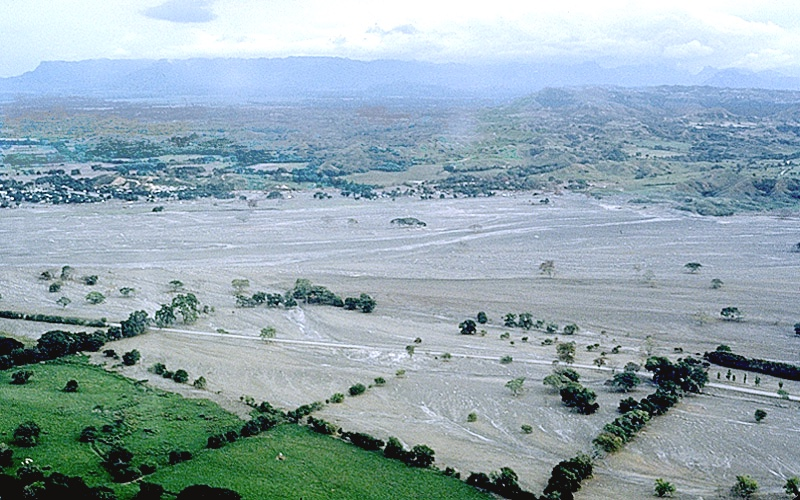
En el centro de esta zona, la ciudad de Armero fue sepultada por un grueso flujo de lodo volcánico en 1985.

La pérdida de vidas se vio agravada por el fracaso de las autoridades en tomar medidas preventivas debido a la ausencia de señales claras de peligro inminente. No se habían registrado erupciones sustanciales del volcán desde 1845, lo que contribuyó a la complacencia; los lugareños llamaban al volcán el «León dormido».
En septiembre de 1985, debido a los terremotos y erupciones freáticas que sacudieron la zona alrededor del volcán, los funcionarios comenzaron a planificar la evacuación del área. Se preparó un mapa de riesgos en octubre; destacando el peligro de caída de ceniza y rocas cerca de Murillo, Santa Isabel y el Líbano, así como la amenaza de lahares en Mariquita, Guayabal, Chinchiná, y Armero. El mapa fue mal distribuido para quienes estaban en mayor riesgo: muchos de los sobrevivientes nunca habían oído hablar de él, aunque varios de los principales periódicos lo habían publicado. Henry Villegas del Instituto Colombiano de Minería y Geología declaró que los mapas demostraban claramente que Armero se vería afectado por los lahares, pero "se encontró con la fuerte oposición de los intereses económicos". Él dijo que el corto tiempo entre el mapa de preparación y la erupción había obstaculizado su oportuna distribución.
El Congreso colombiano criticó a los científicos y la defensa civil por el alarmismo, ya que el gobierno y el ejército estaban ocupados con la campaña de la guerrilla en Bogotá, la capital nacional, que entonces estaba en su apogeo.
El número de muertos se incrementó por la falta de alertas tempranas, el uso imprudente de la tierra, como el hecho de que los pueblos fueron construidos en la ruta probable de los lahares y la falta de preparación en las comunidades cercanas al volcán. 
Considerado uno de los peores desastres naturales de Colombia, la tragedia de Armero (como llegó a ser conocido) fue el segundo desastre volcánico más mortífero del siglo XX (solo superado por el de 1902, la erupción del Monte Pelée). La erupción fue la cuarta más mortífera registrada desde 1500 A.D. Sus lahares fueron los más sangrientos en la historia volcánica.

## Biografía
Omayra Sánchez vivió en el barrio de Santander junto a sus padres Álvaro Enrique y María Aleida, su hermano Álvaro Enrique y su tía María Adela Garzón. Antes de la erupción, su madre había viajado a Bogotá por negocios. La noche del desastre, Omayra y su familia estaban despiertos, preocupados por la caída de cenizas, cuando oyeron el sonido que se aproximaba de un lahar. Después del impacto, Omayra quedó atrapada debajo de su casa de hormigón y otros desechos sin poder liberarse. Cuando los equipos de rescate trataron de ayudarla, notaron que sus piernas estaban atrapadas en la azotea de la casa. Las fuentes difieren en cuanto al grado en que Omayra estuvo atrapada.
Durante las primeras horas después de que el flujo de lodo impactó, estuvo cubierta por concreto, pero metió su mano a través de una grieta entre los escombros. Después de que un rescatista notó que la mano de la niña sobresalía de una pila de escombros, él y los demás socorristas quitaron los azulejos y maderas en el transcurso de un día. Una vez que la joven fue liberada de la cintura para arriba, intentaron sacarla, pero se encontraron con que la tarea sería imposible sin romperle las piernas en el proceso. La otra opción era traer una moto-bomba que succionara el cada vez más alto nivel del agua en que estaba sumergida. La única moto-bomba disponible estaba en Medellín, lejos del sitio, y pertenecía a EPM (Empresas Públicas de Medellín). Cada vez que una persona la jalaba, el agua se agrupaba a su alrededor, por lo que parecía que iba a ahogarse si la soltaban. Entonces los trabajadores de rescate colocaron un neumático alrededor de su cuerpo para mantenerla a flote. Los buzos descubrieron que sus piernas estaban atrapadas debajo de una puerta hecha de ladrillos, con los brazos de su tía firmemente aferrados alrededor de sus piernas y pies.

## Muerte
A pesar de su difícil situación, Omayra se mantuvo relativamente positiva: le cantó a Germán Santa María Barragán, un periodista que trabajaba como voluntario, pidió comida dulce, tomó soda, y accedió a ser entrevistada. En la entrevista, Omayra Sánchez había dicho sus últimas palabras a su mamá: «Madre, si me escuchas, quiero que reces por mí para que todo salga bien». A veces, ella estaba asustada, oraba o lloraba. En la tercera noche comenzó a tener alucinaciones, diciendo que no quería llegar tarde a la escuela, y mencionó un examen de matemáticas. Cerca del final de su vida, se le enrojecieron los ojos, se le hinchó la cara, y las manos le quedaron blancas. En un momento pidió a las personas dejarla, para que pudiera descansar. Horas más tarde, los trabajadores regresaron con una bomba y trataron de salvarla, pero sus piernas estaban dobladas en el concreto como si estuviera de rodillas, y era imposible liberarla sin cortar sus piernas. Careciendo del equipo quirúrgico para salvarla de los efectos de una amputación, los doctores presentes estuvieron de acuerdo en que sería más humano dejarla morir. En total, Omayra sufrió durante casi tres noches (aproximadamente 60 horas) antes de morir aproximadamente a las 10:05 del 16 de noviembre de 1985, probablemente debido a la gangrena o hipotermia.
Su hermano sobrevivió a los lahares; su padre y su tía murieron. Su madre expresó sus sentimientos acerca de la muerte de Omayra: «Es horrible, pero tenemos que pensar acerca de la vida... Voy a vivir para mi hijo, quien sólo perdió un dedo».
Debido a que el público se dio cuenta de la situación a través de los medios de comunicación, su muerte se convirtió en un símbolo de la incapacidad de los funcionarios que debían ayudar a las víctimas, quienes podrían haberse salvado. La polémica se desató después de las descripciones de escasez que se publicaron en los periódicos, desmintiendo lo que las autoridades habían indicado previamente: que habían utilizado lo mejor de sus suministros. Los trabajadores voluntarios dijeron que hubo una falta de recursos básicos como palas, herramientas de corte y extensores. El proceso de rescate se vio obstaculizado por las grandes multitudes y la desorganización. Un oficial de policía anónimo dijo que el gobierno debería haber dependido de los recursos humanos para aliviar los problemas y que el sistema de rescate estaba desorganizado. El Ministro de Defensa de Colombia, Miguel Uribe, dijo: «se entiende la crítica de los esfuerzos de rescate», pero que Colombia era un «país subdesarrollado» que no «tiene ese tipo de equipos».

## Fotografía
Frank Fournier, un periodista francés que aterrizó en Bogotá, el 15 de noviembre, tomó una fotografía de Omayra en sus días finales, titulada "La Agonía de Omayra Sánchez". Cuando llegó a Armero en la madrugada del día 16, un agricultor lo llevó hasta la niña, quien por entonces había estado atrapada durante casi tres días, en un estado de casi abandono. Fournier más tarde describió la ciudad como "muy inquietante", con "un extraño silencio" interrumpido por los gritos. Dijo que tomó la fotografía con la sensación de que solo él podría "informar adecuadamente sobre el valor, el sufrimiento y la dignidad de la niña" en su intento de dar a conocer el desastre y las necesidades de los esfuerzos de socorro, sintiéndose de lo contrario "impotente".

En ese momento, no había conciencia internacional de la catástrofe. Omayra fue una de las víctimas asociada al centro de la controversia sobre la responsabilidad por las destructivas consecuencias. La imagen captó la atención internacional. De acuerdo a un reportero anónimo de la BBC, "muchos quedaron horrorizados al ver tan íntimamente lo que sucedió al ser esas las últimas horas de vida de Omayra." Después de que la foto fue publicada en Paris Match, muchos acusaron a Fournier, de ser "un buitre". Él respondió, 
"Sentí que era importante para mí reportar la historia y me hizo muy feliz el que hubo algún tipo de reacción; habría sido peor si la gente no se preocupaba por ella.  ... Creo que la foto ayudó a recaudar dinero de todo el mundo para ayudar y que permitió resaltar la irresponsabilidad y falta de coraje de los líderes del país." 
 La imagen posteriormente fue la ganadora del premio World Press Photo del Año de 1986.

## Legado
La catástrofe de Armero llegó poco después del M-19 de la guerrilla y posterior asedio del Palacio de Justicia el 6 de noviembre, empeorando la ya caótica situación. Después de la muerte de Omayra, la culpa de su muerte y de la tragedia de Armero recayó sobre el gobierno de Colombia por su inacción e indiferencia general a las señales de advertencia antes de la erupción del volcán.
El volcán Nevado del Ruiz todavía está activo, de acuerdo con el Centro de vigilancia volcánica de Colombia. La fusión de solo el 10 por ciento del hielo podría producir flujos de lodo con un volumen de hasta 200.000.000 metros cúbicos —similar a la del flujo de lodo que destruyó Armero en 1985. Tales lahares podrían recorrer hasta 100 kilómetros (62 mi) a lo largo de los valles del río en un par de horas. Las estimaciones muestran que más de 500.000 personas que viven en el Combeima, Chinchiná, Coello-Toche, y el valle de Guali están en riesgo, y 100.000 de estos son considerados de alto riesgo. La ciudad de Armero ya no existe. El sitio fue conmemorado como un memorial con cruces cristianas y un pequeño monumento a Omayra Sánchez.
En los años siguientes a la erupción, Omayra Sánchez ha sido repetidamente conmemorada, especialmente en periódicos como El Tiempo. Muchas de las víctimas de la catástrofe son también conmemoradas, pero Omayra Sánchez, en particular, ha atraído la atención largamente en la poesía popular, novelas y música.
Por ejemplo, una banda de punk rock formada en Chile en 2008 se autodenominó Omayra Sánchez; expresando el "descontento que sienten con la negligencia por parte de las personas que en este día y edad dirigen al mundo". Adiós, Omayra: La catástrofe de Armero (1988), escrito por Eduardo Santa como una respuesta a la erupción, representa los últimos días de la vida de la niña en detalle, y la cita en su introducción como un símbolo eterno de la catástrofe. En No Morirás (1994), Germán Santa María Barragán escribe que de todos los horrores que vio en Armero, “no hay nada más doloroso que ver el rostro de Omayra Sánchez bajo las ruinas de su casa”, escribió. Isabel Allende escribió el cuento, "De barro estamos hechos", contado desde la perspectiva de un periodista que intenta ayudar a una niña atrapada debajo de la chimenea de su hogar en ruinas. Allende escribió posteriormente, "sus grandes ojos negros (Omayra Sánchez), llenos de resignación y de sabiduría, todavía me persiguen en mis sueños. La escritura de la historia no pudo exorcizar sus fantasmas."
Para tratar de evitar la repetición de tal desastre, el gobierno de Colombia creó la Oficina Nacional de Preparación para casos de Desastre, ahora conocida como Dirección de Prevención y Atención de Desastres. Todas las ciudades de Colombia se dirigen a un plan para casos de desastres naturales.
Una especie de grillo encontrada en la región de la tragedia de Armero fue descrita por primera vez en 2020 y nombrada Gigagryllus omayrae en memoria de Omayra Sánchez.
En los últimos años su tumba se ha convertido en un lugar de peregrinación, donde los pobladores piden favores y milagros a su nombre. La devoción popular ha ganado tanta fuerza que dentro de la iglesia católica se ha formado un movimiento que ha intentado impulsar su beatificación formal.